# Vincenz von Augustin

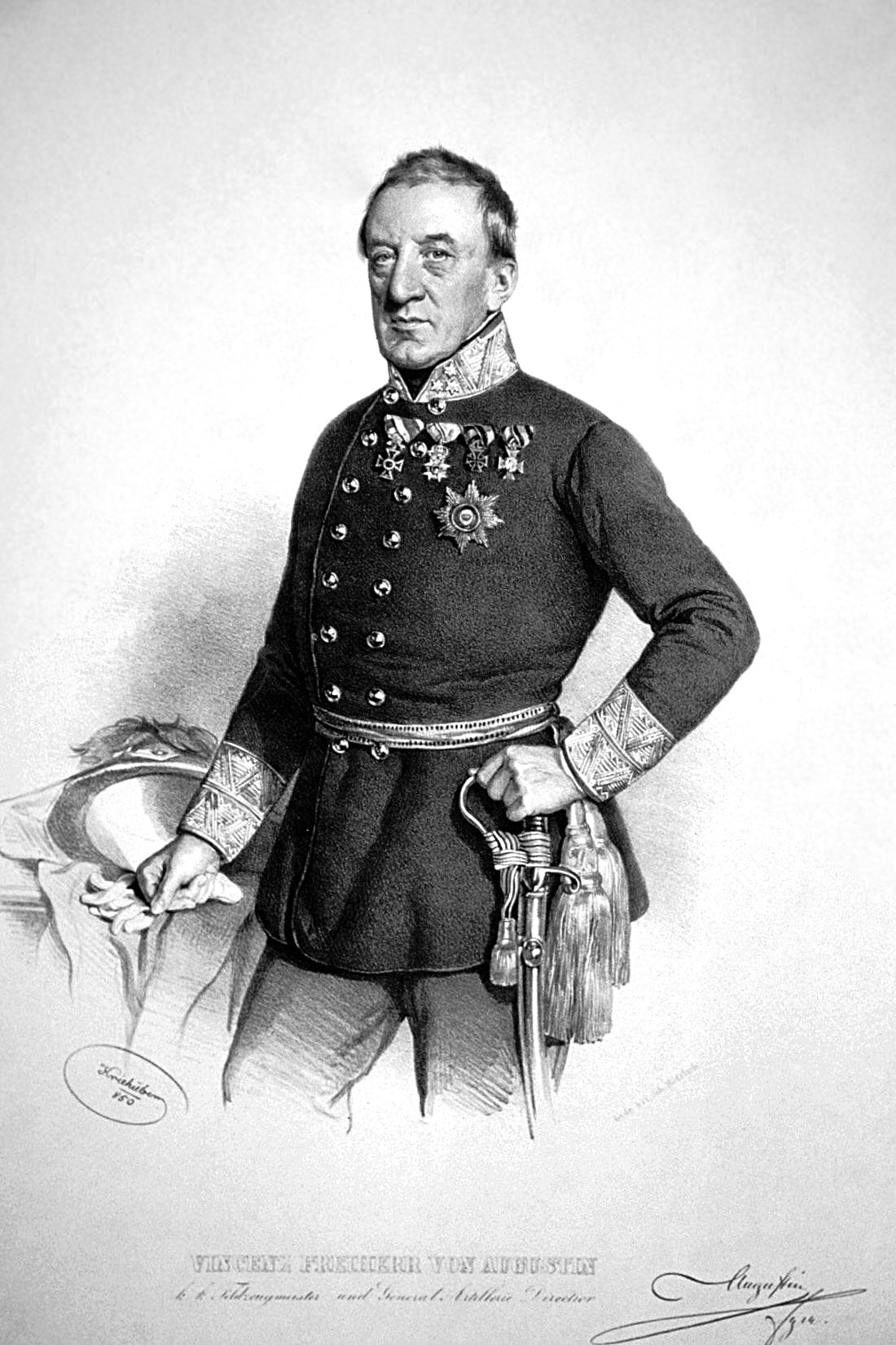
Vincenz von Augustin, Lithographie von Joseph Kriehuber 1850

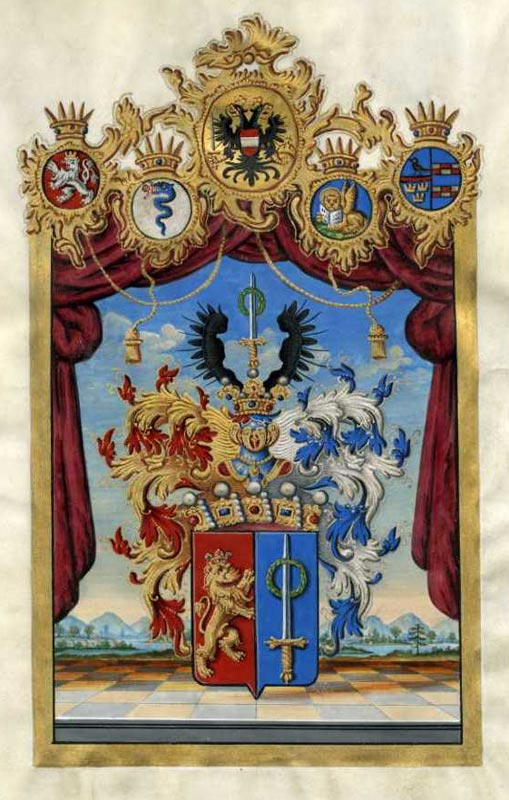
Wappen aus dem Freiherrenstandsdiplom für Vincenz von Augustin, 1822

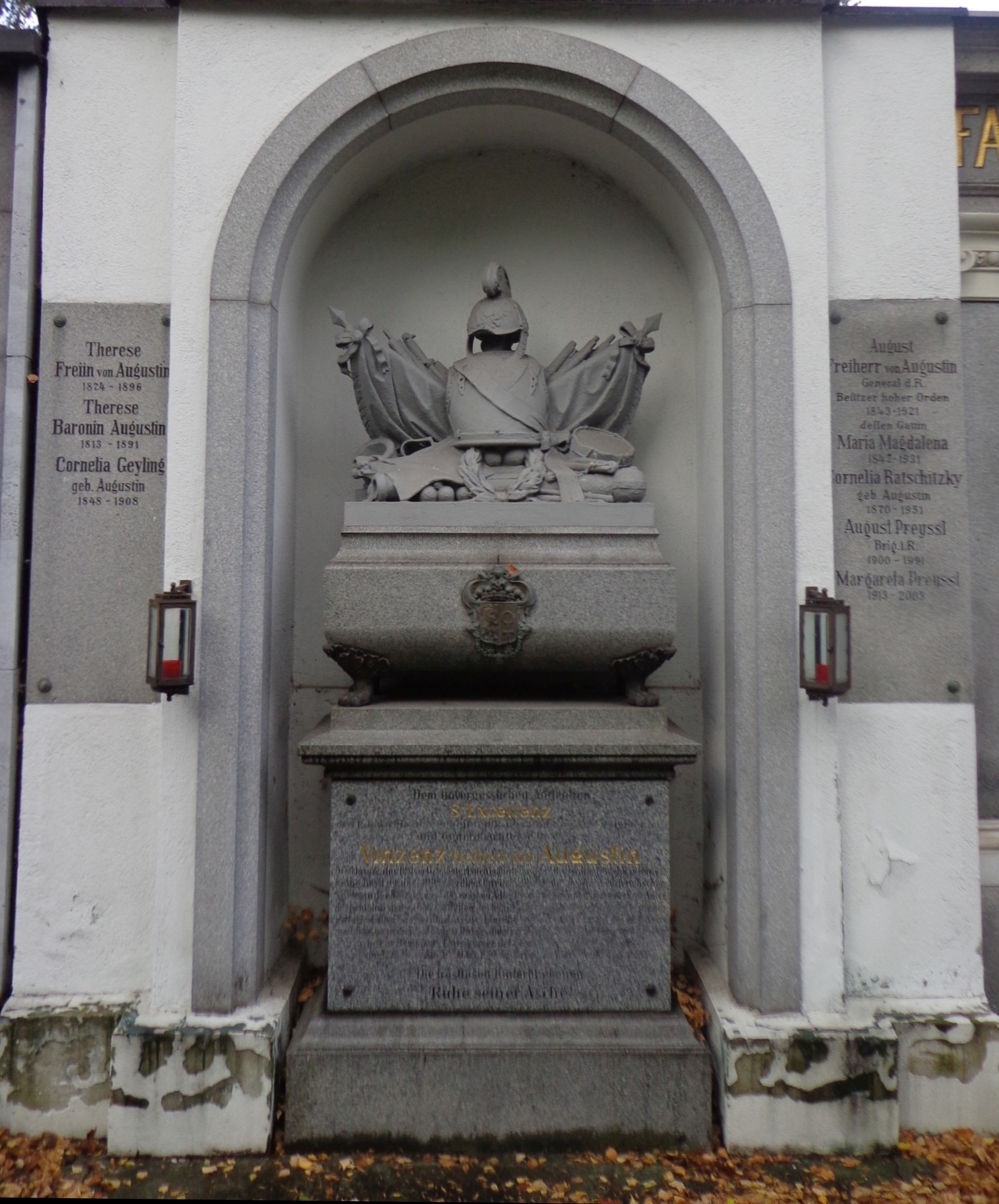
St. Barbara-Friedhof Linz, Familiengrabstätte der Freiherren von Augustin

Vincenz Freiherr von Augustin (* 27. März 1780 in Pest; † 6. März 1859 in Wien) war ein österreichischer Feldzeugmeister.

## Leben

### Familie
Vincenz von Augustin wurde am 27. März 1780 in Pest geboren. Seine Eltern waren der Hauptmann Jakob Augustin († 1795) und dessen Ehefrau Christine, geborene von Spazek.

### Militärischer Werdegang
Er trat 1794 in die österreichische Armee ein, war 1809 im Generalquartiermeisterstab von Erzherzog Karl und ab 1813 im Stab des Feldmarschalls Schwarzenberg. Er leitete erfolgreich die pioniertechnische Eroberung von Friedrichsort unter Bernadotte.
Nach genauem Studium der nach ihrem Erfinder William Congreve benannten englischen Congreve’schen Raketen führte er diese neue Waffe in der österreichischen Armee ein. Augustin wurde 1814 Chef der Kriegs-Raketen-Anstalt und 1817 Kommandant des in der österreichischen Artillerie neuerrichteten Raketenkorps in Wiener Neustadt.
1822 wurde er in den Freiherrenstand erhoben, 1831 zum Generalmajor und 1838 zum Feldmarschallleutnant befördert. Ab 1848 Geheimrat und 1849 Feldzeugmeister und Generalartilleriedirektor. Nach der Revolution von 1848 entwarf Augustin den Entwurf für das k. k. Artillerie-Arsenal, wobei ihm in weiterer Folge auch die Bauleitung übertragen wurde.
Augustin führte nicht nur die Raketenwaffen in der österreichischen Armee ein, er verbesserte auch die Handfeuerwaffen. Auf Grundlage der Schlagzündung wurden zuerst 1825 in der hannoverischen Armee Perkussionsgewehre eingeführt. Seit 1830 machte man in Österreich Versuche damit, aber erst 1841 wurde ein von Augustin erfundenes verbessertes Perkussionsgewehr in der ganzen Armee eingeführt.

### Ehen und Nachkommen
Vincenz von Augustin wurde auf dem St. Barbara-Friedhof in Linz bestattet. Er war zwei Mal verheiratet. Am 1. Februar 1807 heiratete er Therese von Haller (1784–1840). Das Paar hatte sieben Kinder, darunter der Feldmarschalleutnant Ferdinand von Augustin. Nach dem Tod seiner ersten Frau heiratete er am 21. März 1842 Therese Rößler (1813–1891) und hatte mit ihr drei weitere Kinder, darunter der Generalmajor August von Augustin (* 1843).

## Museale Rezeption
Im Wiener Heeresgeschichtlichen Museum wird Vincenz von Augustin vor allem als „Bauherr“ des Arsenals gewürdigt.